# Lucien Petit-Breton
Lucien Georges Mazan, med pseudonymen Lucien Petit-Breton, född 18 oktober 1882 i Plessé, Loire-Atlantique, död 20 december 1917, var en argentinsk och fransk tävlingscyklist. Han blev den första cyklisten att vinna Tour de France två gånger. Han vann också Milano-San Remo och Paris-Bryssel.
Lucien Petit-Breton var född i Loire-Atlantique i Frankrike, en del av Bretagne, som numera tillhör Pays de la Loire. När han var sex år flyttade han, tillsammans med sina föräldrar till Buenos Aires. Han blev argentinare. Under sin tid i Argentina började han att cykla när han vann en cykel på ett lotteri. Hans far ville att han skulle ha ett "riktigt" jobb, och det var därför han skaffade sig pseudonymen Lucien Breton, för att hans far inte skulle veta att det var han. Senare bytte han namn till Lucien Petit-Breton då han fick reda på att det redan fanns en annan cyklist med namnet Lucien Breton.
Sin första stora seger tog han på banmästerskapen när de hölls i Argentina och han blev argentinsk mästare på bana. Han gick med i den franska armén 1902 och återvände till Frankrike. Två år senare, 1904, vann han bantävlingen Bol d'Or. 1905 tog han världstimrekordet på en velodrom i Paris med 41,110 kilometer. Samma år började han också att tävla på landsväg och han slutade på femte plats i Tour de France det året.
Lucien Petit-Breton vann Tour de France två gånger i sin karriär - 1907 och 1908. Han blev den första cyklisten att vinna Tour de France två gånger. Petit-Breton vann den första upplagan av Milano-San Remo 1907 och 1908 vann han Paris-Bryssel, vilket blev hans sista stora seger. Första världskriget avslutade Petit-Bretons karriär. Han gick med i franska armén och dog 1917 när han kraschade in i en mötande bil nära Troyes.

## Meriter
1906
Paris-Tours
1907
Milano-Sanremo
Tour de France:
 Segrare
Vinst på etapperna 9 och 11
1908
Tour de France:
 Segrare
Vinst på etapperna 2, 7, 9, 11 och 14
Paris-Bryssel
Belgien runt  (plus fyra etapper)
1911
Giro d'Italia
Vinst på etapp 5